# Extrakunia fallax
Extrakunia fallax är en fjärilsart som beskrevs av Augustus Radcliffe Grote och Robinson 1868. Extrakunia fallax ingår i släktet Extrakunia och familjen nattflyn. Inga underarter finns listade i Catalogue of Life.